# Kandidat Synnerstedts misslyckade vigg
Kandidat Synnerstedts misslyckade vigg är en svensk stum kortfilm från 1910.
Filmen spelades in i Uppsala 1910 och gjordes av ett femtiotal medlemmar ur Uppsala studentkår. Den premiärvisades på Uppsala-biografen den 22 september samma år och är 11 minuter lång. Den handlar om kandidat Synnerstedt som träffar sin älskade Olga vid Flottsund. Några dagar senare vill Olga på nytt träffa honom, men kandidaten saknar pengar att göra resan för.